# Symposion International AB
Symposion International AB är en svensk importör och leverantör av spritdrycker. Företaget äger och tillverkar bland annat varumärkena The Grand Bark (blended whisky),  Malmö Akvavit (kryddat brännvin), Svensk Akvavit 1755 (kryddat brännvin), Esping Bitter (bitter) och Österlen Likörer (fruktlikörer). Dessutom importerar företaget ett omfattande sortiment av whisky, calvados, cognac, armagnac och rom.